# Edward Clinton (1er comte de Lincoln)
Edward Fiennes, ou Clinton, 1er comte de Lincoln (1512 - 16 janvier 1585) est un propriétaire terrien anglais, pair, et Lord-grand-amiral. Il sert successivement quatre monarques Tudor.

## Famille
Edward Clinton, ou Fiennes, est né à Scrivelsby dans le Lincolnshire, fils de Thomas Clinton, 8e baron Clinton (1490-1517), et de Jane (ou Joan) Poynings, l'un des sept enfants illégitimes d'Édouard Poynings (1459-1521) de Westenhanger, Kent. Elle est la sœur de Thomas Poynings, 1er baron Poynings (mort en 1545), Edward Poynings (mort en 1546) et Sir Adrian Poynings. Après la mort du 8e baron Clinton en 1517, Jane Poynings épouse, en tant que seconde épouse, Sir Robert Wingfield (mort en 1539)    .
Clinton succède à son père en tant que 9e baron Clinton en 1517. Comme il n'a que cinq ans à la mort de son père, il est pupille royal de la Cour des pupilles et, en 1530, il est marié à l'ancienne maîtresse du roi, Elizabeth Blount âgée de 30 ans.

## Carrière

### France
Clinton rejoint la suite du roi Henri VIII à Boulogne et à Calais en 1532. Il siège à la Chambre des lords en 1536 et sert ensuite dans la Royal Navy contre les forces navales françaises et écossaises de 1544 à 1547. Il est fait chevalier à Édimbourg par Edward Seymour (1er duc de Somerset), pour son rôle dans la prise de cette ville en 1544. Il participe également au siège de Boulogne en septembre 1544. Sous John Dudley, vicomte Lisle, il combat les Français à la Bataille du Solent en 1545 et est envoyé en tant que commissaire de la paix en France l'année suivante.

### Écosse
En août 1547, Clinton est envoyé en Écosse avec une flotte de douze navires pour soutenir le siège du château de St Andrews et empêcher une intervention française, mais il arrive trop tard. Il s'empare du château de Broughty le 24 septembre, le refortifie avec l'aide d'un ingénieur militaire italien et installe Andrew Dudley comme capitaine, lui laissant trois navires, le Mary Hamborough, le Barque Eger et le Phoenix .
Clinton commande la flotte anglaise lors de l'invasion de l'Écosse par Edward Seymour et fournit un soutien d'artillerie navale à la Bataille de Pinkie Cleugh le 15 septembre 1547. En août 1548, il navigue dans le Firth of Forth et disperse des navires français et écossais près de Leith. Il débarque ensuite 500 hommes pour brûler les navires dans le port de Burntisland et envisage de fortifier le port à l'usage des Anglais. Il est à bord de la Grande Barque .

### Gouverneur de Boulogne
Nommé gouverneur de Boulogne en 1547, Clinton défend avec succès la ville contre un siège français de 1549 à 1550. La même année, avec Henry Manners (2e comte de Rutland), il est nommé Lord-lieutenant du Lincolnshire et du Nottinghamshire et sert en tant que Lord-grand-amiral sous le roi Édouard VI de 1550 à 1553, puis de nouveau sous le règne de la reine Elizabeth de 1559 à son mort en 1585. Il est conseiller privé de 1550 à 1553 et sert brièvement comme envoyé en France en 1551. Après avoir été nommé Lord-Lieutenant du Lincolnshire en 1552, Clinton participe à la défaite de la Rébellion de Wyatt dans le Kent en 1554.
Il est commandant de l'expédition de William Herbert, 1er comte de Pembroke pour soutenir les forces espagnoles à la bataille de Saint Quentin dans le nord de la France le 10 août 1557, mais arrive après que la bataille ait été largement gagnée. À son retour en Angleterre, Clinton prend le commandement de la flotte anglaise, fait un raid sur la côte française et en 1558 brûle la ville du Conquet et ses environs.

### Rébellion du Nord
Avec Ambrose Dudley (3e comte de Warwick), Clinton commande conjointement une grande armée pendant la rébellion du Nord. Cependant, l'armée est encore en train d'être assemblée lorsque la rébellion est vaincue en janvier 1570. Il est créé comte de Lincoln en 1572 et est ambassadeur en France, période au cours de laquelle il entreprend plusieurs commandes de la reine Elisabeth Ire jusqu'à sa mort à Londres le 16 janvier 1585. En tant que Lord Amiral, il est crédité d'au moins une réforme importante : la création d'une Cour d'Amirauté séparée en Irlande.
En 1541-1542 à la suite de la dissolution des monastères, Clinton et son épouse, Ursula, obtiennent les terres de la première Commanderie d'Aslackby des Templiers, appartenant plus tard aux Chevaliers Hospitaliers, à Aslackby dans le Lincolnshire .

## Mariage et descendance
Il se marie trois fois :

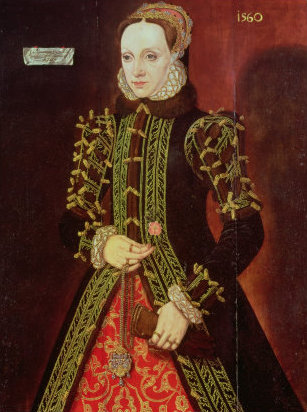
Elizabeth FitzGerald, ("la belle Geraldine") fille de Gerald FitzGerald (9e comte de Kildare), troisième épouse de Lord Clinton

- D'abord à Elizabeth Blount (d 1539), ancienne maîtresse d'Henri VIII, dont il a trois filles :
  - Lady Bridget Clinton (née vers 1536), épouse Robert Dymoke (Dymock ou Dymocke), de Scrivelsby, Lincolnshire, c. 1556 et a dix enfants. Il est un fervent catholique et est déclaré martyr après sa mort.
  - Lady Katherine Clinton (vers 1538 - 14 août 1621), épouse William Burgh, 2e baron Burgh de Gainsborough (vers 1522 - 10 octobre 1584), fils de Thomas Burgh (1er baron Burgh) (en) [8],[9]. Ils ont deux enfants dont Thomas Burgh, 3e baron Burgh [8],[9]
  - Lady Margaret Clinton (née vers 1539), épouse Charles Willoughby (2e baron Willoughby de Parham) (en) (mort en 1603), et a cinq enfants.
- En secondes noces à Ursula Stourton, fille de William Stourton, 7e baron Stourton dont il a cinq enfants :
  - Henry Clinton (2e comte de Lincoln), (1540 - 29 septembre 1616) fils aîné et héritier.
  - Anne Clinton (1542-1629), épouse Sir William Ayscough (1541-22 août 1585) [10],[11]
  - Thomas Clinton (1548-1610) épouse Mary Tyrell.
  - Lady Frances Clinton (1552 - 12 septembre 1623). Elle est née à Scrivelsby, Lincolnshire et est décédée à Woburn Abbey, Bedfordshire. Elle épouse Giles Brydges (3e baron Chandos).
  - Elizabeth Clinton (1554-1634).
- En troisièmes noces, le 1er octobre 1552 à Elizabeth FitzGerald ("la belle Geraldine"), fille de Gerald FitzGerald (9e comte de Kildare) et veuve de Sir Anthony Browne. Le mariage reste sans enfant.

Il meurt à Londres le 16 janvier 1585.

## Sources
- George Edward Cokayne, The Complete Peerage, edited by H.A. Doubleday, Geoffrey H. White and Lord Howard de Walden, vol. X, London, St Catherine Press, 1945, 668–9 p.
- Charles William Chadwick Oman, Une histoire de l'art de la guerre au XVIe siècle, New York, 1937
- Michael Sanderson, Batailles navales, Londres, 1975